# Aklerobunus collinus
Aklerobunus collinus är en mångfotingart som beskrevs av Carl Graf Attems 1931. Aklerobunus collinus ingår i släktet Aklerobunus och familjen orangeridubbelfotingar. Inga underarter finns listade i Catalogue of Life.